# Chorfa M'Daghra
Chorfa M'Daghra  (in arabo شرفاء مدغرة‎?) è un centro abitato e comune rurale del Marocco situato nella provincia di Errachidia, regione di Drâa-Tafilalet. Conta una popolazione di 14 312 abitanti (censimento 2014).